# Big Boy
Big Boy, pseudônimo de Newton Alvarenga Duarte (Rio de Janeiro, 1 de junho de 1943 — São Paulo, 7 de março de 1977) foi um importante disc jockey de sua época, responsável por uma revolução no estilo de apresentação e na programação musical do rádio no Brasil.
Como locutor introduziu uma linguagem jovem, mais próxima do público que o ouvia. Costumava saudar seus ouvintes com a frase "hello crazy people!", que se tornou sua marca registrada. Era considerado descontraído e tinha voz diferente da entonação impostada dos locutores de então. 
Como programador musical demonstrou extrema sensibilidade ao captar o gosto do público, observando as tendências musicais ao redor do mundo e inovando a partir de ideias que modificariam o sistema de programação estabelecido.

## Biografia
Big Boy nasceu na capital fluminense em 1943. Apaixonado por música desde a infância, ainda era adolescente quando começou uma coleção de discos de música pop, que chegou a vinte mil unidades, manifestando preferência pelo rock and roll, o então novo ritmo norte-americano que conquistou os jovens no mundo todo.
Também costumava frequentar a Rádio Tamoio, do Rio de Janeiro, que apresentava a programação mais atualizada na época, procurando manter contato com os programadores e outros aficionados por rock em busca de informações e de realizar o sonho de se tornar profissional. A oportunidade finalmente surgiu quando foi convidado para substituir um programador que entrara em férias.
Mais tarde foi convidado para participar de uma bem sucedida tentativa de reformulação da Rádio Mundial AM, que se tornou a de maior audiência entre o público jovem do Rio de Janeiro. Assim, não hesitou em interromper a carreira de professor de geografia para tornar-se radialista. Foi ali que iniciou sua atuação como DJ, ganhou o apelido de Big Boy e criou o estilo que continua até hoje influenciando locutores, inclusive das rádios FM, cujas programações muitas vezes ainda seguem os moldes de seus programas. Com sua postura informal complementava as músicas que tocava com informações sobre o mundo do disco, impondo uma dinâmica ao programa.
No início da carreira como DJ, a sua real identidade não era conhecida dos ouvintes, de seus colegas na Faculdade Nacional de Filosofia (atual UFRJ) e nem dos alunos no Colégio de Aplicação da Universidade Federal do Rio de Janeiro (antigo CAp/FNFi), onde deu aulas, sob avaliação, como parte do processo de aprovação como professor. Um dos alunos da turma CAP-66-B, fã do programa na Rádio Mundial, colocou nele o apelido de "Big Boy", pois achou a voz parecida. Ao final das aulas de avaliação, já aprovado, Newton Alvarenga se identificou como o próprio Big Boy, encerrando a fase de identidade secreta.

### Rádio Mundial
Big Boy também pode ser considerado o primeiro "profissional multimídia" do show business brasileiro. Programador e radialista eclético, diversificava sua atuação mantendo a ligação da paixão pela música contemporânea nos seus diversos segmentos e movimentos.   
Na Rádio Mundial mantinha dois programas diários, o Big Boy Show e o Ritmos de Boite, e um semanal especializado em Beatles, o Cavern Club. Na Rádio Excelsior de São Paulo apresentava outro programa diário. Atuava como programador, colunista em diversos jornais e revistas, produtor de discos e DJ dos Bailes da Pesada, onde mantinha um contato direto com o público que gostava especialmente de soul e funk, principalmente na Zona Norte do Rio de Janeiro. Na televisão inovou ao apresentar em sua participação diária no Jornal Hoje da TV Globo, pela primeira vez, film clips com músicas de sucesso do momento.
Em seu programa Papo Pop, na TV Record de SP, lançou grupos brasileiros de rock. Foi também o responsável pela implantação do projeto Eldo Pop, no início das transmissões em FM no Brasil, especializado em rock progressivo e visando um público consumidor de música de vanguarda. Chegou a participar como ele mesmo da novela cômica Linguinha, ao lado do humorista Chico Anysio, na TV Globo, em 1970.
Ao longo de toda sua vida profissional, Big Boy ampliou sua coleção de discos. Em diversas viagens a outros países apurou seu acervo, buscando raridades como "discos piratas" de tiragens limitadíssimas. Ao morrer havia juntado cerca de vinte mil títulos, entre LPs e compactos, na maioria importados, que abrangem diversos gêneros musicais como rock, jazz, soul music, rock progressivo, música francesa, trilhas sonoras de filmes, orquestrais, etc.  Como um todo, a discoteca Big Boy constitui-se num acervo cultural importante, pois retrata vários períodos do cenário discográfico mundial.
Foi o primeiro DJ a executar, num programa de rádio, a música Let It Be, dos Beatles, em 1970, após uma permanência  na cidade de Londres. Conseguiu, por intermédio de um amigo, adentrar num dos estúdios de gravação da Apple, onde ensaiavam, e com um mini-gravador escondido sob a roupa, registrou o pré-lançamento. Ao ser descoberta a trama, conseguiu evadir-se do local com a fita gravada e a exibiu num de seus programas na Rádio Mundial do Rio de Janeiro.

## Morte
Em 7 de março de 1977, Big Boy teve uma uma crise de asma em um hotel em São Paulo, seguida de um infarto, e acabou falecendo. Ele foi sepultado no Rio de Janeiro, no Cemitério de São João Batista.

## Discografia
Estes são LPs onde Big Boy selecionava o repertório e gravava locuções e vinhetas que eram mixadas às faixas, recriando uma parte do repertório tocado nos Bailes da Pesada:
- Baile da Pesada (Top Tape, 1970);
- Big Baile (Top Tape, 1971);
- Baile da Cueca (CID Entertainment, 1972);
- The Big Boy Show (RCA, 1974).

No álbum Big Baile afirma-se que Big Boy era artista exclusivo da Top Tape.
O álbum Baile da Cueca trazia como brinde uma cueca no encarte do LP.